# Ismael de Jesús Rodríguez Vega
Ismael de Jesús Rodríguez Vega (Ciudad Madero, 10 gennaio 1981) è un ex calciatore messicano, di ruolo difensore.